# Automachaeris
Automachaeris é um gênero de mariposa pertencente à família Acrolepiidae.